# Stapelhaus

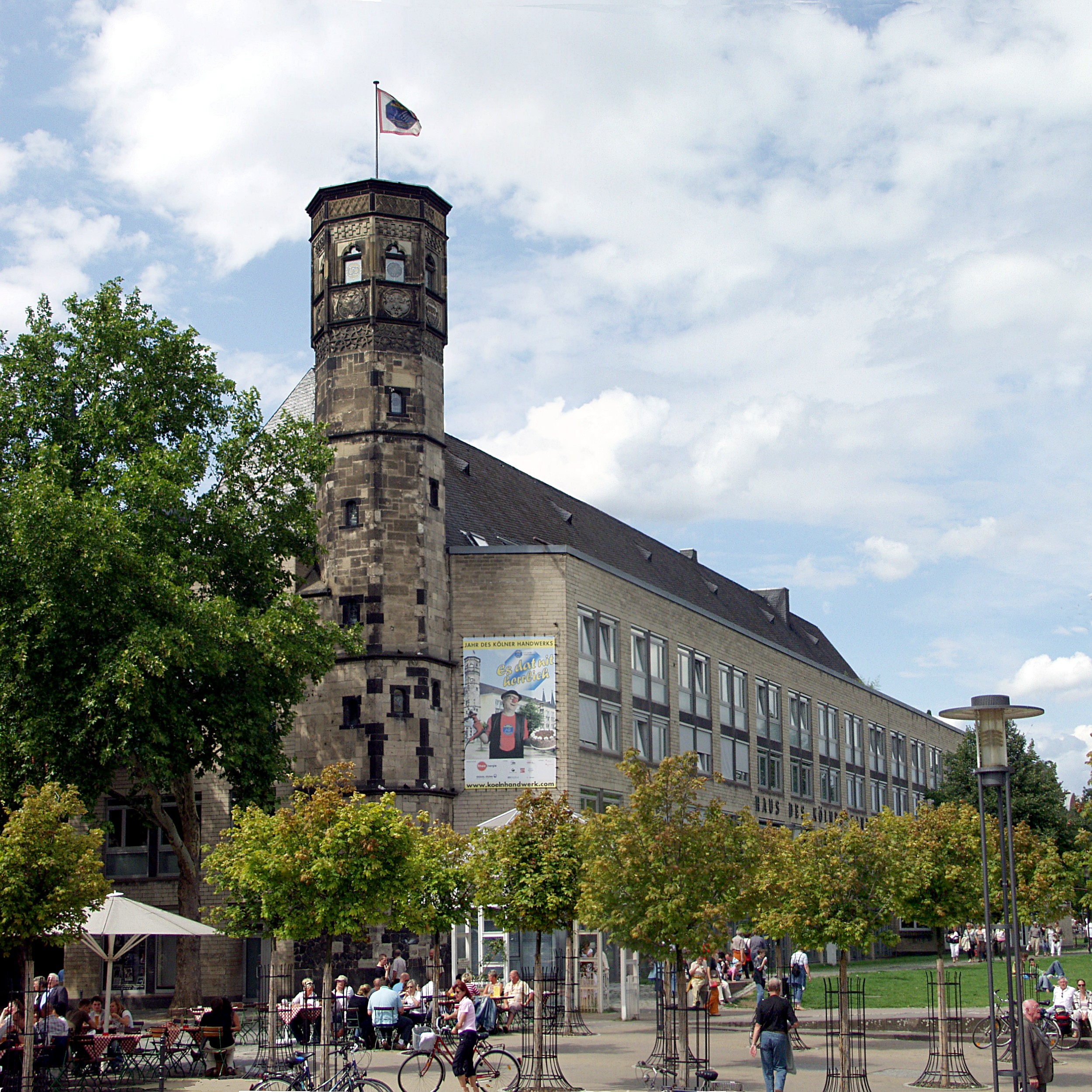
Stapelhaus

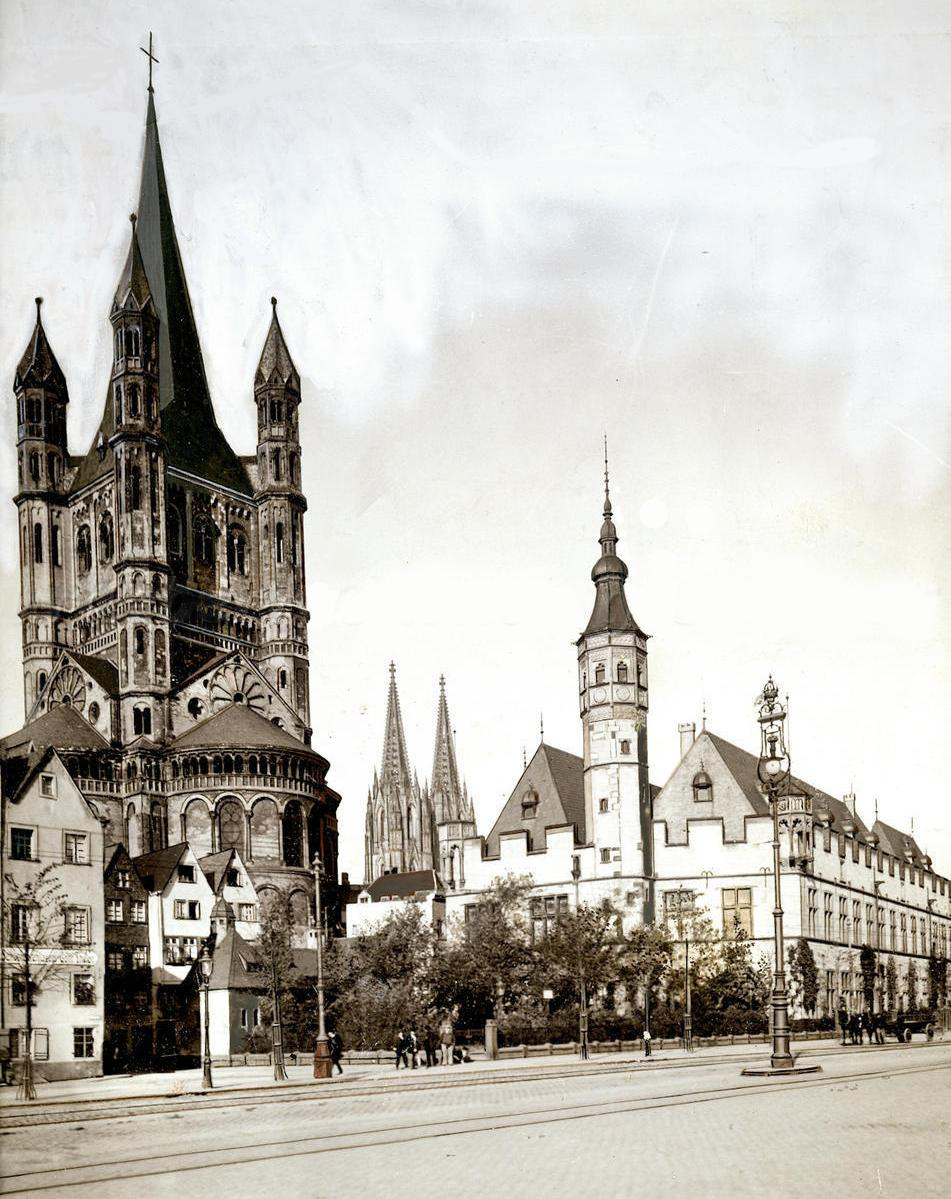
Stapelhaus rechts neben Groß St. Martin am Fischmarkt, um 1900

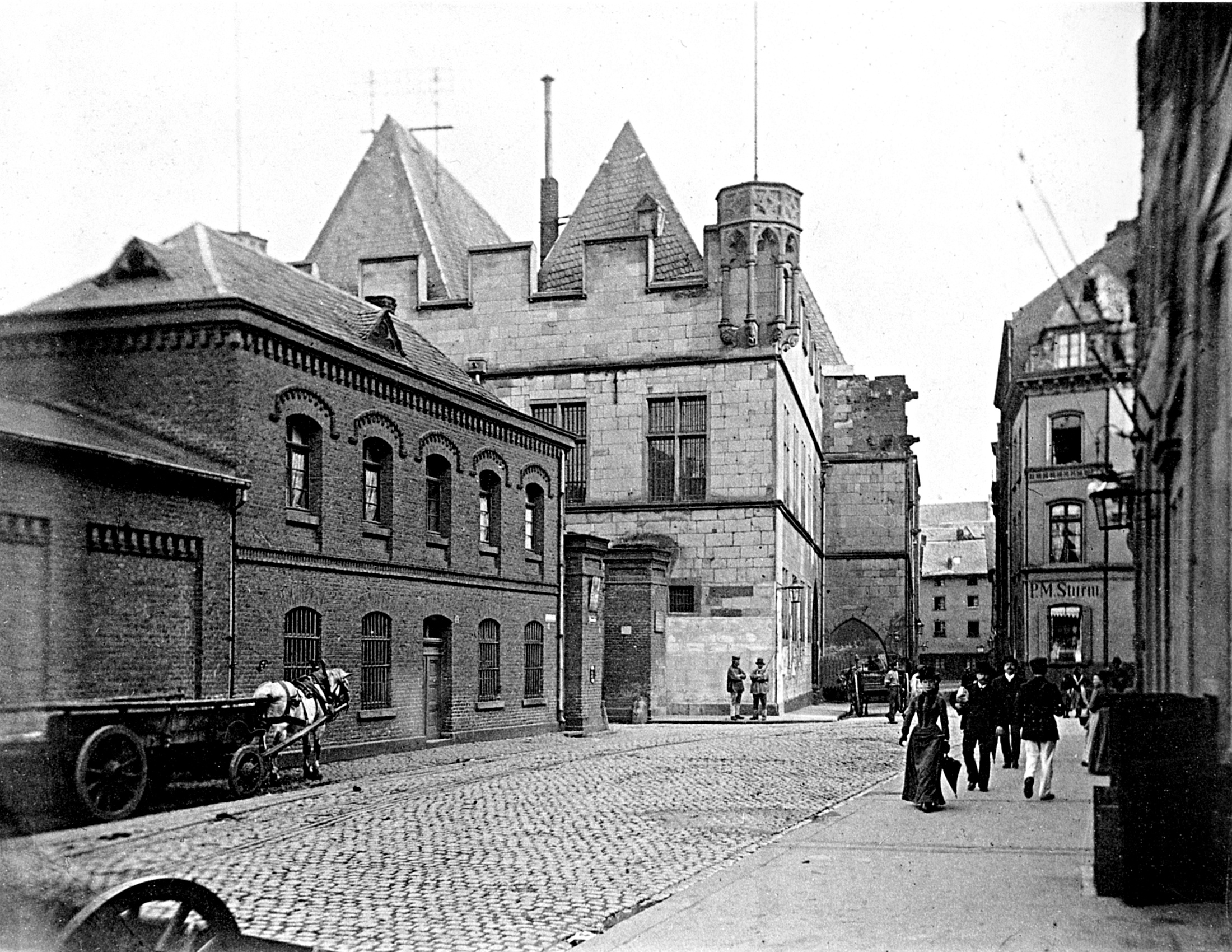
Stapelhaus (Mitte), 1890

Das Kölner Stapelhaus (kölsch Stapelhuus), benannt nach dem Kölner Stapelrecht (ab 1259), steht vor dem Chor der Kirche Groß St. Martin. Das Stapelhaus gilt heute als Symbol der Handelsmetropole Köln, wobei über dessen eigentliche frühere Funktion wenig bekannt ist.

## Geschichte des Markthauses
Bereits im Hochmittelalter existierte an seiner Stelle im Marktviertel am Rheinufer ein dem Handel mit Seefischen dienendes Fischkaufhaus (Vischkouffhuis). Fisch war für den Speiseplan der Kölner ein wichtiges Nahrungsmittel, denn er galt für Menschen mit geringem Einkommen als günstige Speise, zudem war Fisch zur Fastenzeit erlaubt.

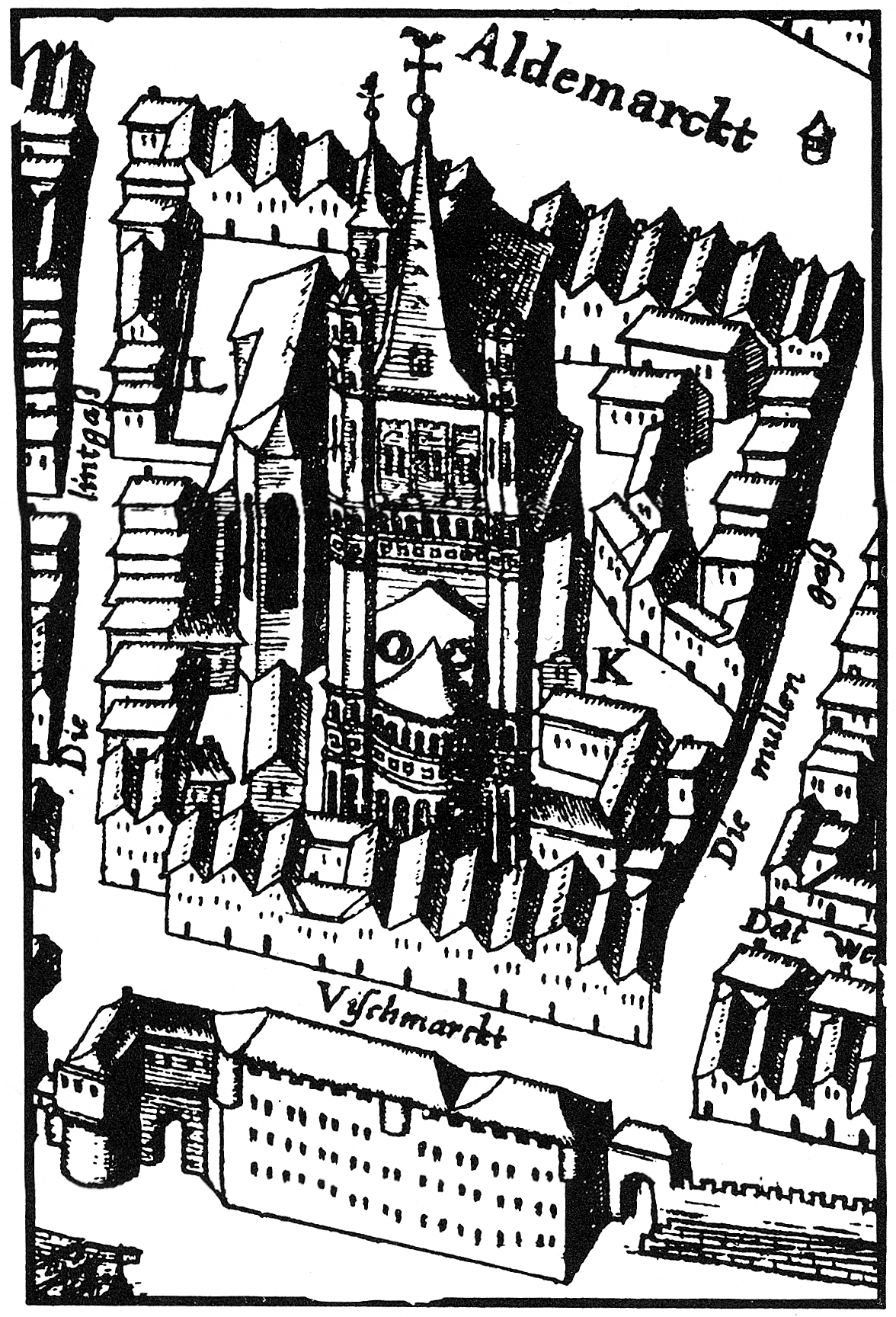
Stapelhaus (1571) am Fischmarkt vor Groß St. Martin

Köln war im Mittelalter und Spätmittelalter Hauptumschlagplatz des gesamten Westens für Fische, speziell für Seefische (Heringe, Stockfische, Bückinge, Schollen). Alle Waren mussten in Köln aufgrund des Stapelrechts (ab 1259) zum Kauf, und zur Verarbeitung (bei Fisch vor allem zum Konservieren) freigegeben werden. Im Gebäude wurden die Fische gewaschen, zerteilt, gepökelt, gelagert, umgepackt und versehen mit dem Kölner Brandzeichen, den Drei Kronen, weiterverkauft. Abwasserrohre leiteten übelriechende Flüssigkeiten direkt in den Rhein.
In Köln wurde nicht nur für den eigenen Bedarf Fisch gefangen, zubereitet und verkauft, sondern auch Fischgroßhandel und Versand betrieben. Fische wurden im Fischkaufhaus en gros, auf dem benachbarten Fischmarkt und in den umliegenden Gassen en detail verkauft. Um ihren Fisch zu verkaufen, kamen Fischgroßhändler von weit her nach Köln, auch aus den Niederlanden, und die Kölner Fischhändler hatten ihrerseits Kunden bis ins Maingebiet.
Die Fischmenger und Fischmengerssen genannten Händler waren in einer Zunft zusammengeschlossen und entstammten vornehmen Familien. Fisch war in Köln – anders als in anderen Städten – »erlaubtes« Handelsgut für Frauen, die „Feschwiever“ auch Zunftmitglieder (siehe Gaffel (Köln)). Es gab jedoch Arbeitsbeschränkungen: 1397 wurden die Fischmengersse vom Verkauf größerer Fische, die gewogen werden mussten, ausgeschlossen. (Die meisten Fische wurden jedoch zu Stückpreisen verkauft.) 1482 wurde ihnen der Handel mit gesalzener Ware untersagt. Es blieben ihnen nur die kleinen frischen (grünen) Fische.
1425 wurde das zwischen Fischpforte und Mühlengasse gelegene Kaufhaus abgerissen und neu gebaut. Es wurde nun auch für die Versteuerung weiterer Nahrungsmittel genutzt (Butter, Käse, Speck, Öl). Auch Salz, Flachs, Teer und weitere Produkte wurden hier feilgehalten.

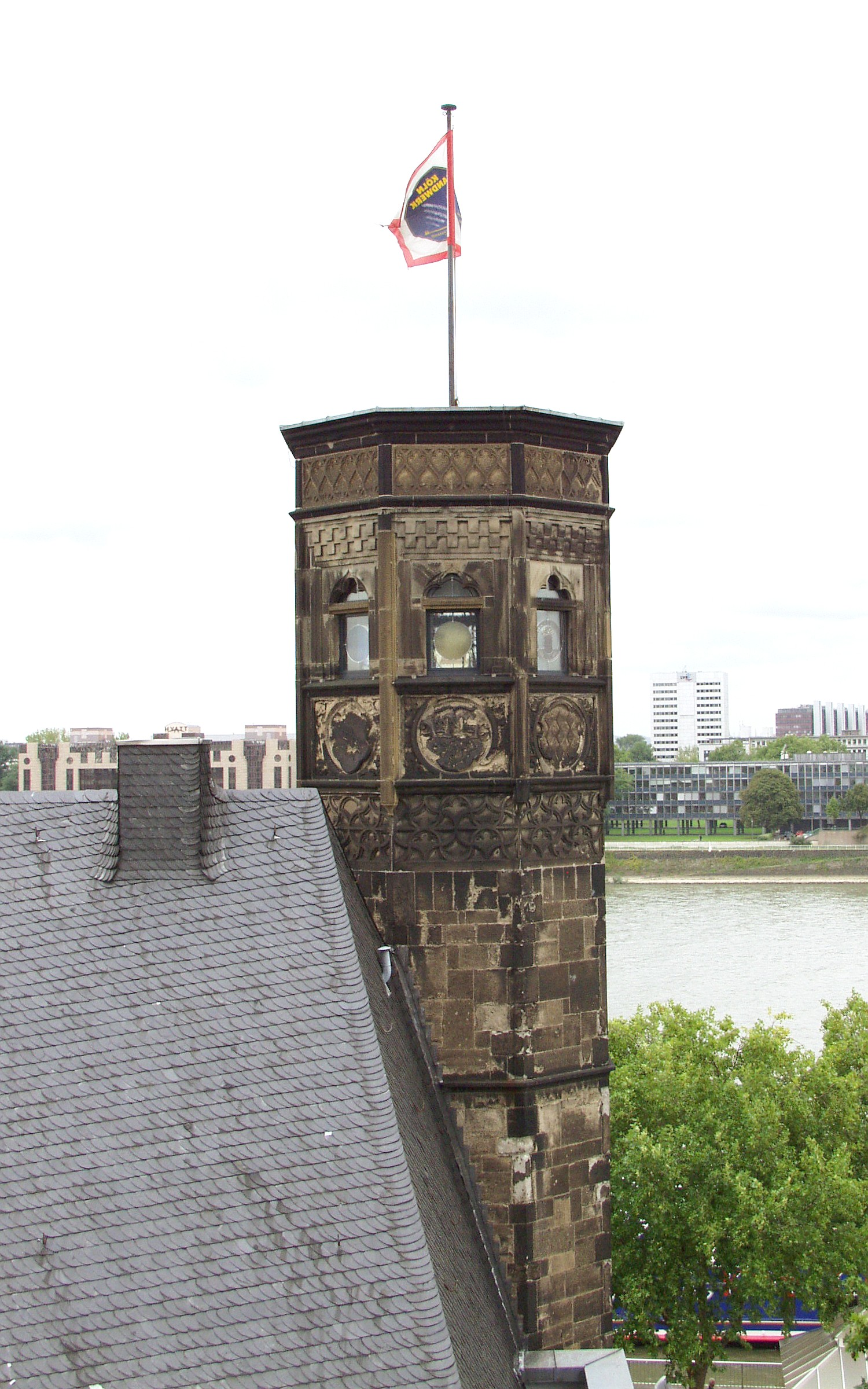
Treppenturm

1558 bis 1561 wurde das Gebäude abermals umgebaut, nun als das spätgotische, wehrhaft-zinnengeschmückte Gebäude errichtet, das von den Rheinpanoramen her bekannt ist. Das neue Bauwerk war ungewöhnlich lang (Seitenlänge ca. 46 m). Es bildete mit seiner östlichen Wand einen Teil der Stadtmauer, die repräsentative Fachwerkfront lag zum Rhein hin. In dem nun zweistöckigen Gebäude konnten Kaufleute verschließbare Kammern mieten (Stuvven).
Das Stapelrecht blieb bis 1815 in Kraft; dann untersagte der Wiener Kongress diese Praxis des erzwungenen Zwischenhandels. Endgültig entfiel der Umschlagzwang 1831. In der zweiten Hälfte des 19. Jahrhunderts wurden daher (und durch das Aufkommen der Eisenbahn) die Lagerräume überflüssig. 1900–1901 ließ die Stadt das Gebäude durch Stadtbaurat Friedrich Carl Heimann umbauen. Es erhielt seinen heute so kennzeichnenden grazilen Treppenturm (auch bisweilen Ritterturm oder Geschlechterturm genannt). Im Untergeschoss waren nun gepflegte Gasträume und Säle. Vermutlich wurde erst jetzt der Name „Stapelhaus“ gewählt.
Von 1902 bis zu seiner Zerstörung war im Obergeschoss das Museum für Naturkunde untergebracht. Es zeigte einheimische und ausländische Tiergruppen in biologischer Darstellung.
1942 und nochmals 1944/45 wurde das Stapelhaus durch Brandbomben zerstört, nur der Treppenturm und Reste an der Südseite blieben stehen. In den 1960er Jahren wurde statt des kriegszerstörten Prachtbaus ein schlichter Nachbau mit dem in Köln häufig zu findenden Walmdach errichtet. Der Grundriss wurde beibehalten.

## Heutige Nutzung

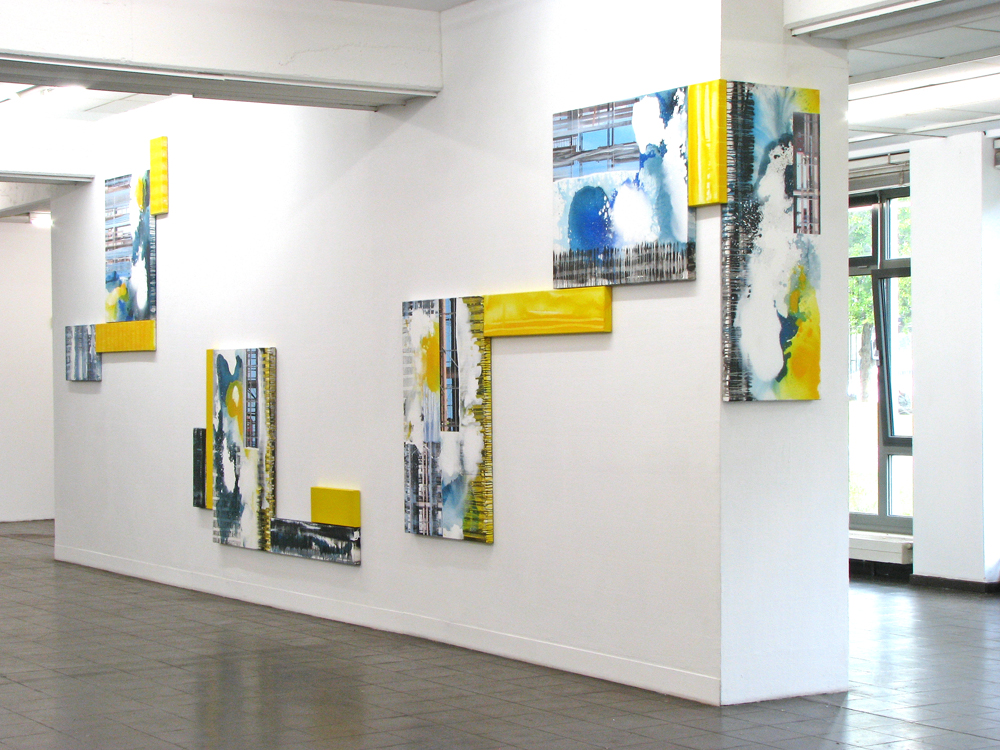
Ausstellung im Stapelhaus Köln: Rosa Lachenmeier, Anarchie und System, 2011

Heutiger Eigentümer des Stapelhauses ist die Kreishandwerkerschaft Köln.
Von 1988 bis 2013 war der Bundesverband Bildender Künstler Köln (BBK Köln e. V.) im Stapelhaus beheimatet und organisierte in seinen Räumen Ausstellungen regionaler und internationaler Künstler.
Im vierten Stockwerk befindet sich der Business-Club Colonia Forum (e. V.), der „Club der guten Aussichten“.